# Esperanza (genus)
Esperanza is een geslacht van wantsen uit de familie van de Alydidae (Kromsprietwantsen). Het geslacht werd voor het eerst wetenschappelijk beschreven door Barber in 1906.

## Soorten
Het genus bevat de volgende soorten:

- Esperanza texana Barber, 1906